# فولكان (ميزوري)
فولكان (بالإنجليزية: Vulcan)‏ هي إحدى المجتمعات الفردية (غير مصنفة) في ولاية ميزوري في الولايات المتحدة الأمريكية. 